# Sven Larson
Sven Larson, Sven Georg Larsson, född 15 januari 1905 i Falu Kristine församling, död 5 november 2004 i Tysslinge församling, Örebro län, var en svensk redaktör och psalmförfattare verksam i Örebro. Han var även poet och publicerade ett fåtal samlingar. Hans debut var med diktsamlingen Lyrisk etsning 1933. Han skrev även under pseudonymen Sven Stiglin. Under fyrtiotalet utgav han även ett antal barnböcker.  
Åren 1942–1946 var han redaktör för Betlehemsstjärnan och 1951–1955 för De gamlas jul, båda utgivna av Örebro missionsförening (Örebromissionen). Under 1960- och 1970-talen var han redaktör på den allkristna veckotidningen "Hemmets vän", Örebro. (Evangeliipress).
Han var från 1934 gift med Ruth Margit Larsson (1907–1990). Sven Larson är gravsatt på Norra kyrkogården i Örebro.

## Böcker och övriga publikationer
- Lyrisk etsning (dikter) 1933
- Resan till mormor (barnbok) 1944
- En äventyrlig flygresa (barnbok)1944
- Kalle och kråkorna (barnbok)1944
- Kalle Rapp och Kisse Snapp (barnbok)1944
- Sommarland (dikter) 1946
- 200 frågor och svar 1950
- Svaret skyldig 1951
- Convallaria (dikter) (Under pseudonymen Sven Stigeln) 1953
- Han levde och dog för Afrika 1954
- Fragment (samlade dikter) 1960
- Anemone (dikter) 1962
- Den svenska psalmboken 1986 med texten skriven 1967 till Kristus kommer – Davids son (nr 111)
- Psalmer och sånger 1987 samt Frälsningsarméns sångbok med psalmen All ära till Gud som han översatte 1986 tillsammans med Ingrid Ström.
- Psalmer och sånger 1987 för översättningen 1967 av För den skönhet jorden bär (nr 328)
- Herren Lever 1977 för översättningen av John Miltons text från 1623 till Tacken Herren, ty han är undrens Gud (nr 808)
- Segertoners senaste upplaga (1988) för Kristus kommer – Davids son (nr 111) med musik av Halle och Jag följer dig Jesus den väg du har gått (nr 402) med musik av Bengt Eriksson samt flera textbearbetningar

## Övriga sånger
- Evigt strålar Faderns kärlek (textbearbetning)
- Sjung, Guds folk, på pilgrimsvägen (textbearbetning)